# Tympanophyllum montanum
Tympanophyllum montanum är en insektsart som beskrevs av Max Beier 1954. Tympanophyllum montanum ingår i släktet Tympanophyllum och familjen vårtbitare. Inga underarter finns listade i Catalogue of Life.